# Liv AlUla Jayco
Il Team Jayco AlUla, noto in passato come Orica, Mitchelton e BikeExchange, è una squadra femminile australiana di ciclismo su strada. Ha licenza di UCI Women's WorldTeam ed è attivo tra le Elite dal 2012, affiancando l'omonima formazione professionistica maschile Team Jayco AlUla.
Nella stagione 2013 la formazione ha primeggiato sia nella classifica a squadre del calendario internazionale, che in quella individuale, con la svedese Emma Johansson. Nel 2017 la nuova leader Annemiek van Vleuten ha chiuso al primo posto nella classifica individuale del calendario internazionale; nel 2018 si è quindi aggiudicata il Giro d'Italia e le graduatorie individuali del calendario internazionale e del World Tour, ripetendosi l'anno dopo al Giro d'Italia.
Nella cronometro a squadre dei campionati del mondo la squadra ha invece colto due secondi posti, nel 2012 e nel 2014, e un terzo posto nel 2013.

## Cronistoria

### Annuario
| Anno | Codice | Nome                                                        | Cat. | Biciclette | Dirigenza |
| ---- | ------ | ----------------------------------------------------------- | ---- | ---------- | --- |
| 2012 | GEW    | GreenEDGE-AIS (fino al 30 aprile) Orica-AIS (dal 1º maggio) | WT   | Scott      | Manager: Shayne Bannan Dir. sportivi: David McPartland, Martin Barras, Brian Stephens                                                                                    |
| 2013 | GEW    | Orica-AIS                                                   | WT   | Scott      | Manager: Shayne Bannan Dir. sportivi: David McPartland, Martin Barras, Brian Stephens                                                                                    |
| 2014 | GEW    | Orica-AIS                                                   | WT   | Scott      | Manager: Shayne Bannan Dir. sportivi: Gene Bates, Martin Barras, Brian Stephens                                                                                          |
| 2015 | OGE    | Orica-AIS                                                   | WT   | Scott      | Manager: Kevin Tabotta Dir. sportivi: Gene Bates, Martin Barras |
| 2016 | OGE    | Orica-AIS                                                   | WT   | Scott      | Manager: Kevin Tabotta Dir. sportivi: Gene Bates, Martin Barras, Loes Gunnewijk                                                                                          |
| 2017 | ORS    | Orica-Scott                                                 | WT   | Scott      | Manager: Paul Brosnan Dir. sportivi: Gene Bates, Martin Barras |
| 2018 | MTS    | Mitchelton-Scott                                            | WT   | Scott      | Manager: Shayne Bannan Dir. sportivi: Gene Bates, Martin Vestby |
| 2019 | MTS    | Mitchelton-Scott                                            | WT   | Scott      | Manager: Shayne Bannan Dir. sportivi: Martin Vestby, Alejandro González Tablas                                                                                           |
| 2020 | MTS    | Mitchelton-Scott                                            | WWT  | Scott      | Manager: Brent Copeland Dir. sportivi: Martin Vestby, Alejandro González Tablas                                                                                          |
| 2021 | BEX    | Team BikeExchange                                           | WWT  | Bianchi    | Manager: Brent Copeland Dir. sportivi: Martin Vestby, Alejandro González Tablas, Andrew Smith, Brian Stephens                                                            |
| 2022 | BEX    | Team BikeExchange-Jayco                                     | WWT  | Liv        | Manager: Brent Copeland Dir. sportivi: Martin Vestby, Gene Bates, Alejandro González Tablas, Marco Pinotti, Andrew Smith, Brian Stephens                                 |
| 2022 | JAY    | Team Jayco AlUla                                            | WWT  | Liv        | Manager: Brent Copeland Dir. sportivi: Martin Vestby, Megan Chard, Shawn Clarke, Mathew Hayman, Marco Pinotti, Andrew Smith, Brian Stephens, Rafael Valls, Matthew White |

### Classifiche UCI
Aggiornato al 31 dicembre 2022.
| Anno | Classifica          | Pos. | Migliore cl. individuale   |
| ---- | ------------------- | ---- | -------------------------- |
| 2012 | Cal. internazionale | 3º   | Judith Arndt (2ª)          |
| 2012 | Coppa del mondo     | 2º   | Judith Arndt (2ª)          |
| 2013 | Cal. internazionale | 1º   | Emma Johansson (1ª)        |
| 2013 | Coppa del mondo     | 2º   | Emma Johansson (2ª)        |
| 2014 | Cal. internazionale | 4º   | Emma Johansson (2ª)        |
| 2014 | Coppa del mondo     | 6º   | Emma Johansson (2ª)        |
| 2015 | Cal. internazionale | 6º   | Emma Johansson (4ª)        |
| 2015 | Coppa del mondo     | 6º   | Emma Johansson (12ª)       |
| 2016 | Cal. internazionale | 6º   | Annemiek van Vleuten (13ª) |
| 2016 | World Tour          | 7º   | Annemiek van Vleuten (23ª) |
| 2017 | Cal. internazionale | 3º   | Annemiek van Vleuten (1ª)  |
| 2017 | World Tour          | 4º   | Annemiek van Vleuten (2ª)  |
| 2018 | Cal. internazionale | 2º   | Annemiek van Vleuten (1ª)  |
| 2018 | World Tour          | 2º   | Annemiek van Vleuten (1ª)  |
| 2019 | Cal. internazionale | 3º   | Annemiek van Vleuten (3ª)  |
| 2019 | World Tour          | 4º   | Annemiek van Vleuten (2ª)  |
| 2020 | Cal. internazionale | 3º   | Annemiek van Vleuten (3ª)  |
| 2020 | World Tour          | 4º   | Annemiek van Vleuten (7ª)  |
| 2021 | Cal. internazionale | 10º  | Grace Brown (14ª)          |
| 2021 | World Tour          | 10º  | Grace Brown (10ª)          |
| 2022 | Cal. internazionale | 9º   | Alexandra Manly (23ª)      |
| 2022 | World Tour          | 9º   | Alexandra Manly (22ª)      |

## Palmarès
Aggiornato al 9 agosto 2023.

### Grandi Giri
- Giro d'Italia

Partecipazioni: 10 (2012, 2013, 2014, 2015, 2017, 2018, 2019, 2020, 2021, 2022, 2023)
Vittorie di tappa: 14
2012: 1 (1 Tiffany Cromwell)
2017: 2 (2 Annemiek van Vleuten)
2018: 6 (3 Annemiek van Vleuten, 2 Jolien D'Hoore, 1 Amanda Spratt)
2019: 2 (2 Annemiek van Vleuten)
2020: 1 (1 Annemiek van Vleuten)
2022: 2 (2 Kristen Faulkner)
Vittorie finali: 2
2018: Annemiek van Vleuten
2019: Annemiek van Vleuten
Altre classifiche: 6
2017: Punti (Annemiek van Vleuten); GPM (Annemiek van Vleuten)
2018: Punti (Annemiek van Vleuten); GPM (Amanda Spratt)
2019: Punti (Annemiek van Vleuten); GPM (Annemiek van Vleuten)
2022: GPM (Kristen Faulkner)
- Tour de France

Partecipazioni: 2 (2022, 2023)
Vittorie di tappa: 0
Vittorie finali: 0
Altre classifiche: 0

### Campionati nazionali
- Campionati australiani: 12

In linea: 2012, 2016, 2020 (Amanda Spratt); 2013, 2014 (Gracie Elvin); 2017 (Katrin Garfoot); 2021 (Sarah Roy)
Cronometro: 2012, 2013 (Shara Gillow); 2016, 2017 (Katrin Garfoot); 2019 (Grace Brown)
- Campionati neozelandesi: 5

In linea: 2018, 2021 (Georgia Wiliams)
Cronometro: 2018, 2019, 2021 (Georgia Wiliams)
- Campionati olandesi: 3

Cronometro: 2016, 2017, 2019 (Annemiek van Vleuten)
- Campionati sloveni: 2

Cronometro: 2022, 2023 (Urška Žigart)
- Campionati svedesi: 5

In linea: 2014, 2015 (Emma Johansson)
Cronometro: 2013, 2014, 2015 (Emma Johansson)
- Campionati tedeschi: 2

In linea: 2012 (Judith Arndt)
Cronometro: 2012 (Judith Arndt)
- Campionati trinidadiani: 2

In linea: 2022 (Teniel Campbell)
Cronometro: 2022 (Teniel Campbell)

## Organico 2023
Aggiornato al 9 agosto 2023.

### Staff tecnico
|  | Naz.                     | Ruolo | Sportivo       |  |  |  |
|  | ------------------------ | ----- | -------------- |  |  |  |
|  | Sudafrica (bandiera)     | GM    | Brent Copeland |  |  |  |
|  | Norvegia (bandiera)      | DS    | Martin Vestby  |  |  |  |
|  | Gran Bretagna (bandiera) | DS    | Megan Chard    |  |  |  |
|  | Canada (bandiera)        | DS    | Shawn Clarke   |  |  |  |
|  | Australia (bandiera)     | DS    | Mathew Hayman  |  |  |  |
|  | Italia (bandiera)        | DS    | Marco Pinotti  |  |  |  |
|  | Sudafrica (bandiera)     | DS    | Andrew Smith   |  |  |  |
|  | Australia (bandiera)     | DS    | Brian Stephens |  |  |  |
|  | Spagna (bandiera)        | DS    | Rafael Valls   |  |  |  |
|  | Australia (bandiera)     | DS    | Matthew White  |  |  |  |

### Rosa
|  | Naz.                         |  | Sportivo            | Anno |  |  |
|  | ---------------------------- |  | ------------------- | ---- |  |  |
|  | Australia (bandiera)         |  | Jessica Allen       | 1993 |  |  |
|  | Australia (bandiera)         |  | Georgia Baker       | 1994 |  |  |
|  | Trinidad e Tobago (bandiera) |  | Teniel Campbell     | 1997 |  |  |
|  | Stati Uniti (bandiera)       |  | Kristen Faulkner    | 1992 |  |  |
|  | Norvegia (bandiera)          |  | Ingvild Gåskjenn    | 1998 |  |  |
|  | Australia (bandiera)         |  | Georgie Howe        | 1994 |  |  |
|  | Paesi Bassi (bandiera)       |  | Nina Kessler        | 1988 |  |  |
|  | Australia (bandiera)         |  | Alexandra Manly     | 1996 |  |  |
|  | Australia (bandiera)         |  | Amber Pate          | 1995 |  |  |
|  | Italia (bandiera)            |  | Letizia Paternoster | 1999 |  |  |
|  | Australia (bandiera)         |  | Alyssa Polites      | 2003 |  |  |
|  | Australia (bandiera)         |  | Ruby Roseman-Gannon | 1998 |  |  |
|  | Spagna (bandiera)            |  | Ane Santesteban     | 1990 |  |  |
|  | Singapore (bandiera)         |  | Chelsie Tan         | 1990 |  |  |
|  | Slovenia (bandiera)          |  | Urška Žigart        | 1996 |  |  |